# Kate Winslet
Kate Winslet (født 5. oktober 1975) er en engelsk skuespillerinde som nok er mest kendt for sine roller i filmene Titanic, Evigt solskin i et pletfrit sind og The Reader.
Født ind i en familie af skuespillere, var sandsynligheden for at Kate skulle blive skuespiller nok forholdsvis stor. Hun fik da også sin første rolle som som 15-årig i en serie på BBC. Hendes filmdebut kom dog først i 1994 i Peter Jacksons Heavenly Creatures. Hendes gennembrud kom året efter med filmen Fornuft og følelse, hvor hun spille rollen som den unge Marianne Dashwood. En rolle, som hun havde kæmpet om med flere hundrede andre, der havde været til åben casting. Det viste sig da også, at være den rette man havde fundet til rollen, da Kate, selvom hun var ret ukendt, blev nomineret til en Oscar. 
Efter det var Kate Winslet blevet forholdsvist kendt, men med rollen som Rose i James Camerons kæmpehit Titanic, blev hun lige pludseligt en kæmpe stjerne. Rollen gav hende også hendes anden Oscarnominering. De næste år spillede hun med i film som Quills og Enigma, men ingen af dem blev et hit, der bare tilnærmelsesvis kunne måle sig med Titanic. 
Hendes tredje Oscarnominering kom for hendes rolle i filmen Iris, og med den fjerde nominering for sin hovedrolle i Evigt solskin i et pletfrit sind blev hun den første skuespillerinde, der er blevet nomineret til fire Oscars, inden hun blev 30 år. For sin hovedrolle i The Reader fik hun sin første Oscar.

## Filmografi
- Avatar: The Way of Water (2022)
- The Dressmaker (2015)
- Divergent (2014)
- Contagion (2011)
- Carnage (2011)
- Revolutionary Road (2008)
- The Reader (2008) – Vandt en oscar for bedste kvindelige hovedrolle
- Revolutionary Road (2008)
- All the King's Men (2006)
- The Holiday (2006)
- Finding Neverland (2004)
- Evigt solskin i et pletfrit sind (2004)
- The Life of David Gale (2003)
- Iris (2001)
- Enigma (2001)
- Quills (2000)
- Holy Smoke (1999)
- Titanic (1997)
- Hamlet (1996)
- Jude (1996)
- Fornuft og følelse (1995)
- Heavenly Creatures (1994)
- Get Back (1992) tv-serie
- Dark Season (1991) tv-serie
- Little children (2006)